# Mili Awital
Mili Avital, hebr. מילי אביטל (ur. 30 marca 1972 w Jerozolimie, w Izraelu) – izraelsko-amerykańska aktorka.

## Życiorys
Jest w połowie Marokanką. Dorastała w Tel Awiwie. Rozpoczęła karierę sceniczną w Izraelu. W 1992 roku odebrała Nagrodę Akademii Izraelskiej dla najlepszej aktorki drugoplanowej i nominację do tej nagrody w roku 1994 dla najlepszej aktorki.
W 1994 roku przeniosła się do Nowym Jorku. Podczas gdy pracowała jako kelnerka, została odkryta przez łowcę talentów. Jej pierwszą amerykańską rolą była postać Sha'uri w filmie przygodowym sci-fi Rolanda Emmericha Gwiezdne wrota (1994). Później wystąpiła w roli kobiety z półświatka Thel Russell w westernie Jima Jarmuscha Truposz (Dead Man, 1995) z Johnnym Deppem oraz wcieliła się w baśniową postać pięknej i tajemniczej Szeherezady w miniserialu ABC/BBC Baśnie tysiąca i jednej nocy (Arabian Nights, 2000). Następną liczącą się rolę Devorah Baron zagrała w telewizyjnym dramacie wojennym Powstanie (Uprising, 2001) o powstaniu w getcie warszawskim podczas II wojny światowej w 1943 roku.

### Życie prywatne
W 1998 roku na planie filmu Narzeczona dla dwóch (Kissing a Fool) poznała swą wielką miłość Davida Schwimmera, gwiazdora serialu Przyjaciele. Jednak w listopadzie 2001 roku para rozeszła się.
4 kwietnia 2004 roku wyszła za mąż za scenarzystę Charlesa Randolpha. Zamieszkali w Nowym Jorku i Los Angeles.

## Filmografia
| Rok  | Tytuł                          | Tytuł oryginalny                              | Rola                      |
| ---- | ------------------------------ | --------------------------------------------- | ------------------------- |
| 2005 | When Do We Eat?                |                                               | Vanessa                   |
| 2004 | Ahava Columbianit              |                                               | Tali Shalev               |
| 2003 | Piętno                         | The Human Stain                               | młoda Iris                |
| 2001 | Powstanie                      | Uprising (TV)                                 | Devorah Baron             |
| 2001 | Cisza przed burzą              | After the Storm (TV)                          | Conquina                  |
| 2001 | Prawo i bezprawie              | Law & Order: Special Victims Unit (serial TV) | Ava Parulis/Irina Parulis |
| 2000 | Instynktowna decyzja           | Preston Tylk                                  | Emily Tylk                |
| 2000 | Baśnie tysiąca i jednej nocy   | Arabian Nights (TV)                           | Szecherezada              |
| 1999 | Prawo i bezprawie              | Law & Order: Special Victims Unit (serial TV) | Marta Stevens             |
| 1999 | The Young Girl and the Monsoon |                                               | Erin                      |
| 1998 | Narzeczona dla dwóch           | Kissing a Fool                                | Samantha Andrews          |
| 1998 | Animals and the Tollkeeper     |                                               | Fatima                    |
| 1998 | Polski Ślub                    | Polish Wedding                                | Sophie Pzoniak            |
| 1997 | Koniec przemocy                | The End of Violence                           | Artystka                  |
| 1997 | Minotaur                       |                                               | Thea                      |
| 1996 | Zniewolenie                    | Invasion of Privacy                           | Theresa Barnes            |
| 1995 | Truposz                        | Dead Man                                      | Thel Russell              |
| 1994 | Gwiezdne wrota                 | Stargate                                      | Sha'uri                   |
| 1993 | Groupie                        |                                               |                           |
| 1992 | Me'ever Layam                  |                                               | Miri Greenberg            |